# جیمز کارن
جیمز کارن (انگلیسی: James Karen؛ زادهٔ ۲۸ نوامبر ۱۹۲۳وفات ۲۳ اکتبر۲۰۱۸) هنرپیشه اهل ایالات متحده آمریکا است.
از فیلم‌هایی که وی در آن نقش داشته‌است، می‌توان به کاپریکورن یک، فیلم، هیچ‌گاه برای پدرم آواز نخواندم، وال‌استریت، کنگو، سیزده روز، خصوصی و شخصی، بازگشت مردگان زنده و علائم حیاتی اشاره کرد.